# Bundesstrasse 169

Zeichen 331: Riksväg motorvägar Section Part (Beginning).

Zeichen 336: Riksväg motorvägar Section Part (End).

B 169 (Bundesstrasse 169) är en cirka 257 km lång förbundsväg i Tyskland genom förbundsländerna Brandenburg och Sachsen.

## Sträckor i Sachsen
- Neuensalz (0,0 km) » B 173
- Falkenstein (15,0 km)
- Auerbach (21,2 km)
- Rodewisch (23,9 km) » B 94
- Stützengrün (32,8, km)
- Schneeberg (46,2 km) » B 93
- Aue (53,0 km) » B 101
- Lößnitz (59,4 km)
- Stollberg (69,4 km) » B 180
- Chemnitz (Südring) (83,0 km) » B 173
- Chemnitz (88,0 km) » B 95
- Frankenberg (100,9 km) » B 180
- Hainichen (110,2 km)
- Döbeln (128,0 km) » B 175
- Anslutningen Döbeln-Nord (132,0 km) » A 14
- Riesa-Seerhausen (150,6 km) » B 6
- Riesa (157,7 km) » B 182
- Zeithain (162,6 km) » B 98
- Gröditz (157,9 km)

## Sträckor i Brandenburg
- Prösen  Braša  (180,0 km) » B 101
- Elsterwerda  Wikow  (186,4 km) » B 101
- Lauchhammer  Łuchow  (201,5 km)
- Schwarzheide  Čorny Gózd  (209,0 km)
- Anslutningen Ruhland  Rólany  (211,0 km) » A 13
- Schwarzheide  Carne Gózdz  (211,5 km)
- Senftenberg  Zły Komorow  (223,5 km) » B 96
- Allmosen  Wołobuz  (231,2 km) » B 96 » B 156
- Drebkau  Drjowk  (244,5 km)
- Cottbus  Chóśebuz  (257,3 km) » B 97 » A 15